# Жале, Жан Луи
Жан Луи Николя Жале (фр. Jean-Louis Nicolas Jaley; 27 января 1802[…], Париж — 30 мая 1866[…], Нёйи-сюр-Сен) — французский скульптор и медальер.

## Биография
Родился в 1802 году в Париже в семье медальера Луи Жале (1765—1840). Учился сперва у своего отца, а затем в Высшей школе изящных искусств Парижа в мастерской Пьера Картелье.
В 1827 году он получил Римскую премию первой степени в области скульптуры за  горельеф «Гай Муций Сцевола перед Порсеной» (в виде исключения, в тот год было выдано две премии первой степени, вторую, за горельеф на такой же сюжет, получил Франсуа Ланно).
Выставлял свои работы на ежегодном Парижском салоне. Трижды удостоился медалей Салона второй степени (1833, 1848, 1855) и один раз — первой (1836).
В 1856 году стал кавалером ордена Почётного легиона. 
В том же году стал членом Академии изящных искусств, куда был избран вместо Давида д’Анже (1788—1856). 
Скончался Жале в 1866 году в пригороде Парижа Нейи-сюр-Сен и был похоронен на кладбище Пер-Лашез рядом с отцом (49-й участок).

## Галерея

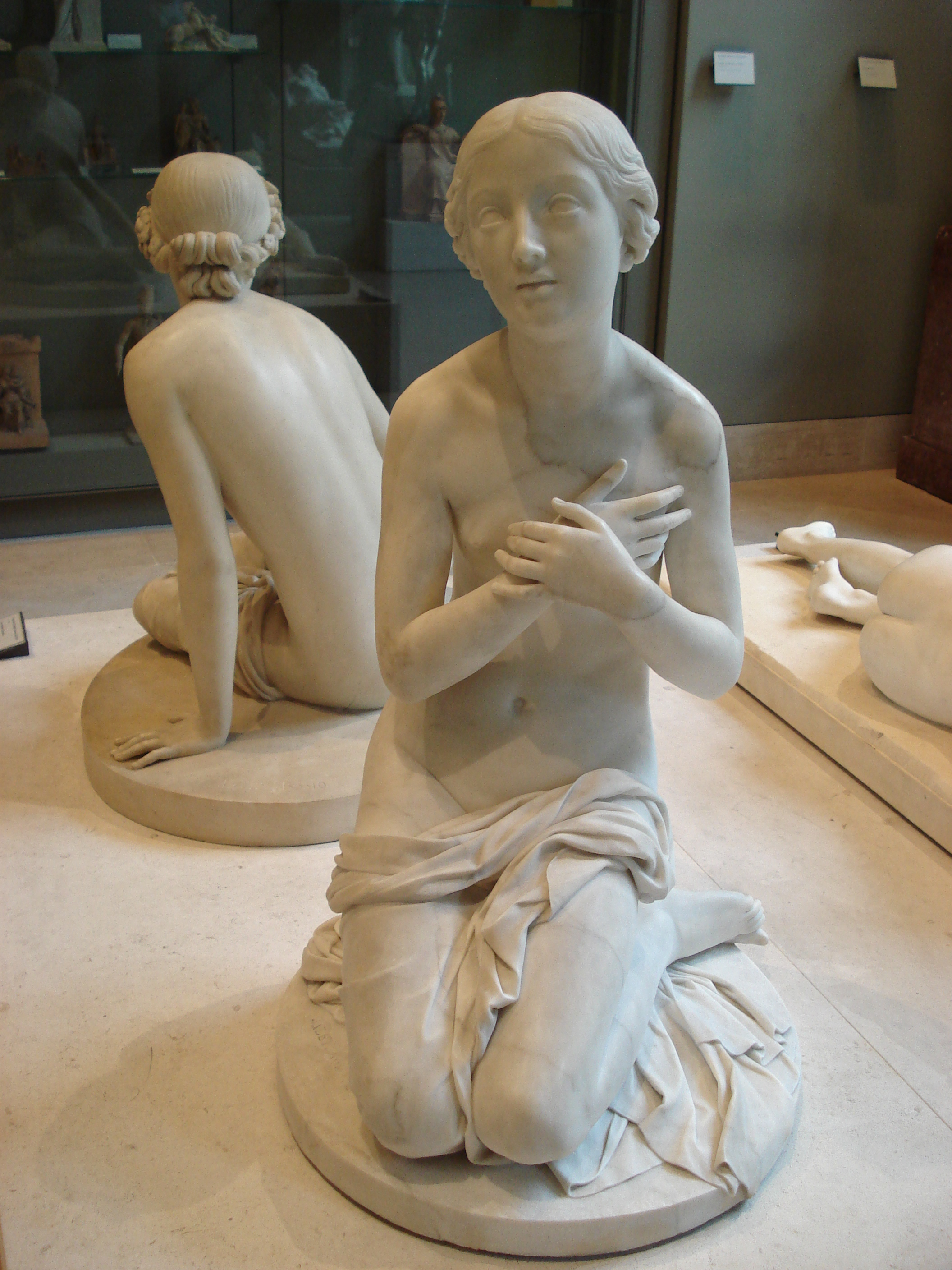
Молитва (1831), Лувр.
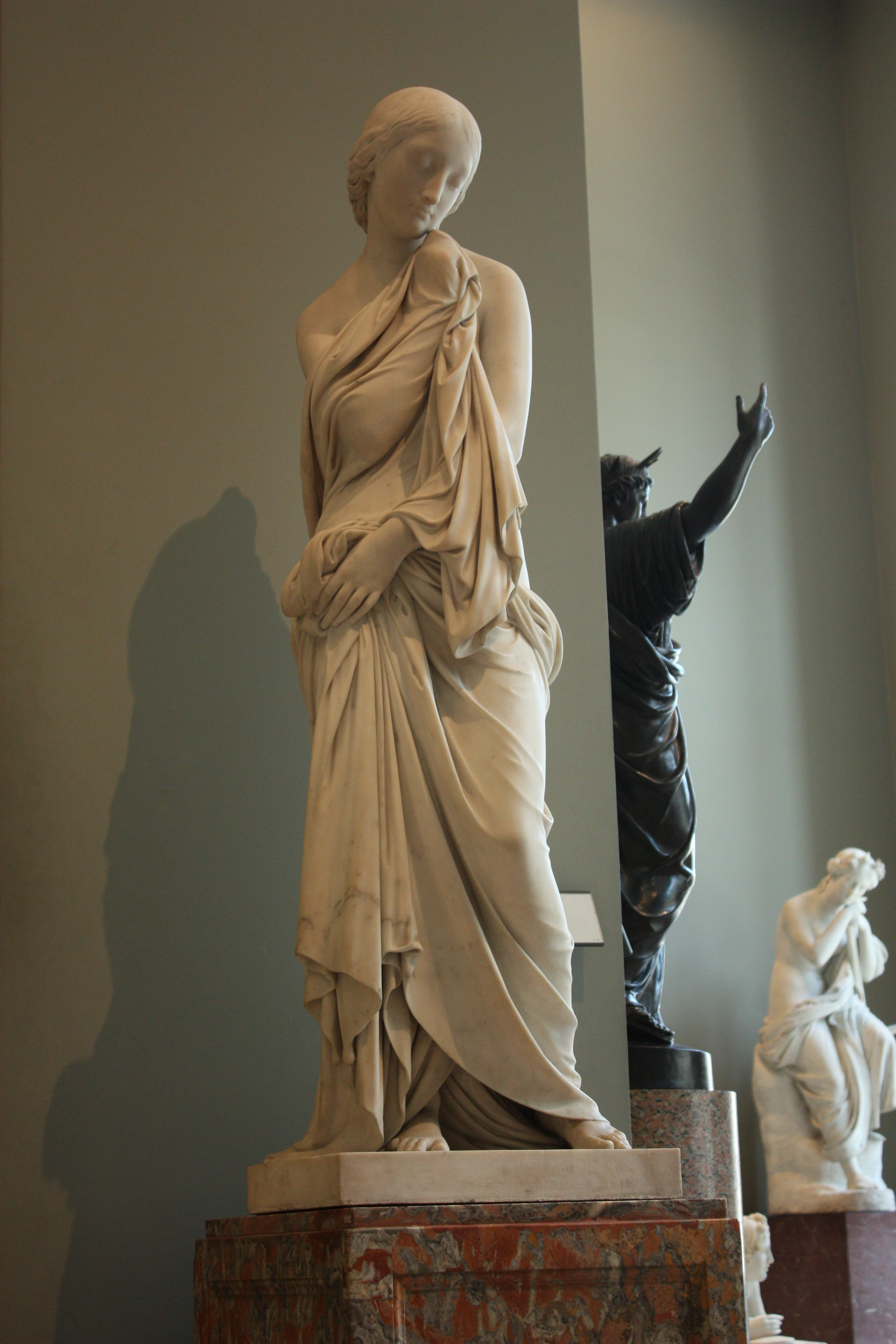
Скромность (1833), Лувр.
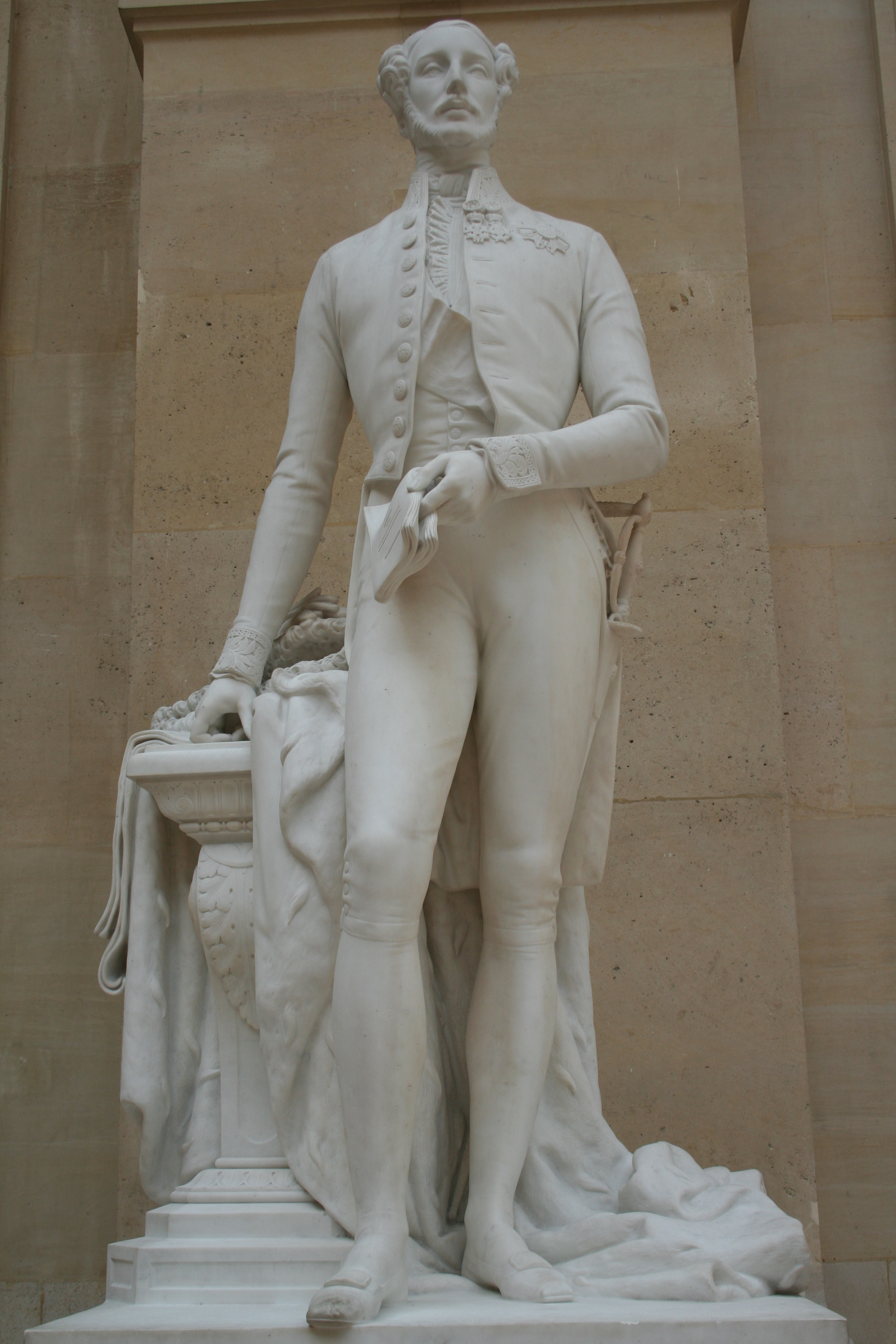
Герцог Фердинанд Филипп Орлеанский (1844), Лувр.
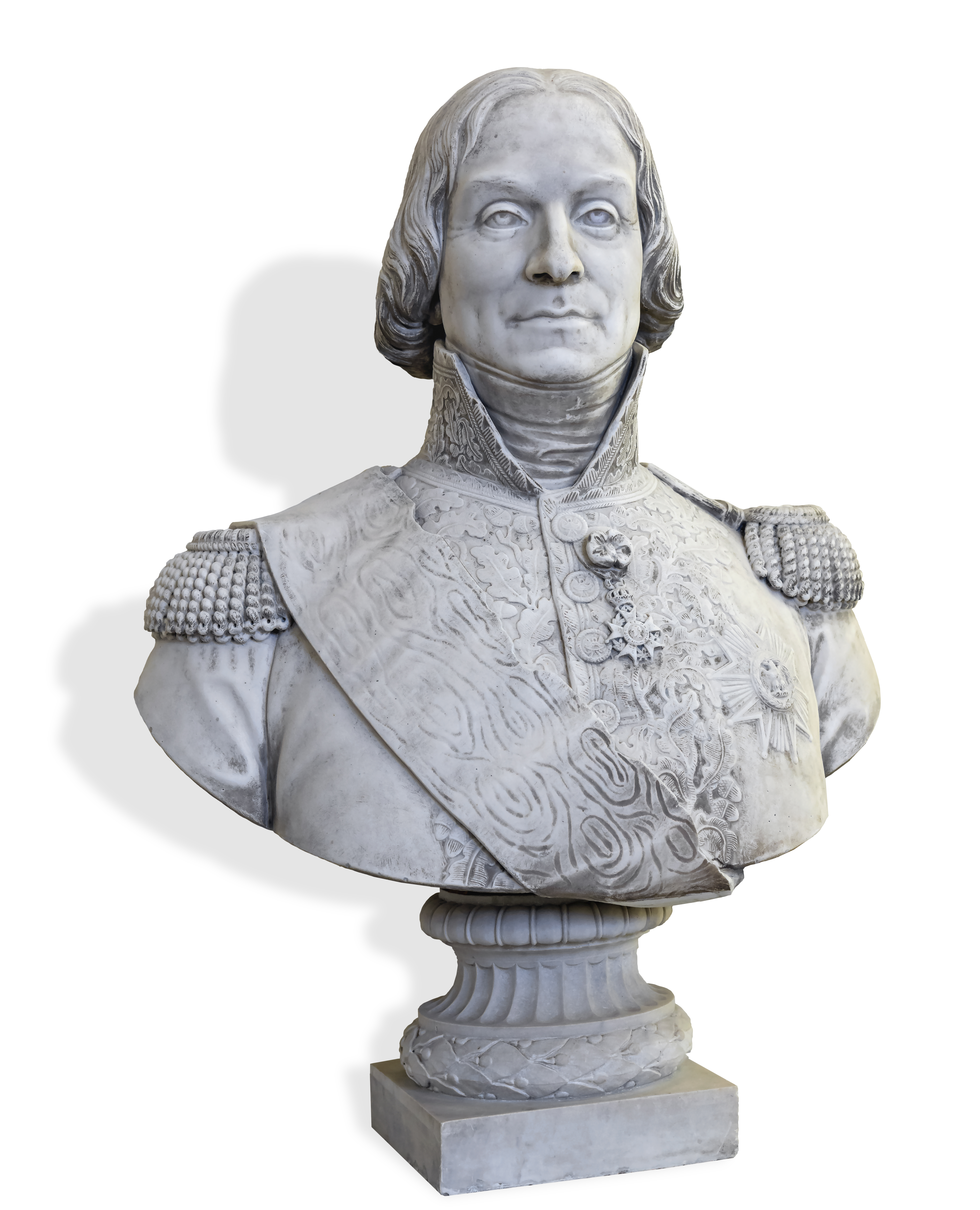
Бюст генерала Д’Опуля (1838), Музей изящных искусств Гайяка.
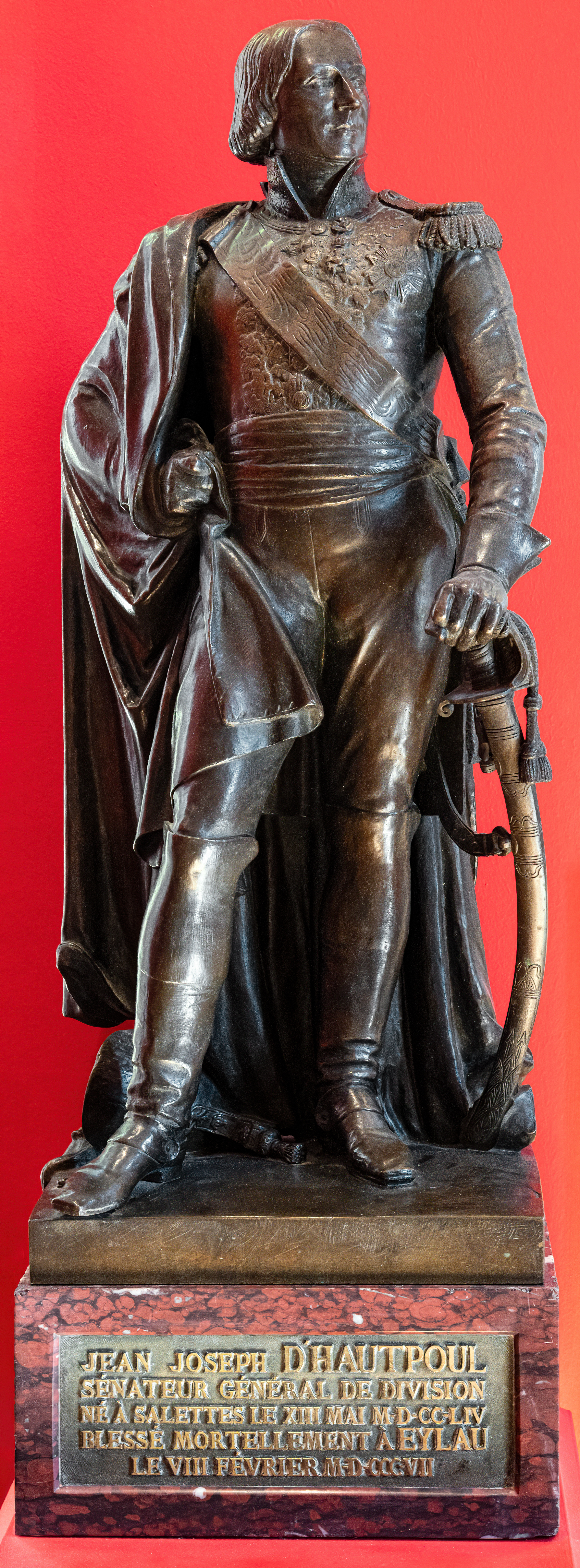
Статуя генерала Д’Опуля (1847), Музей изящных искусств Гайяка.
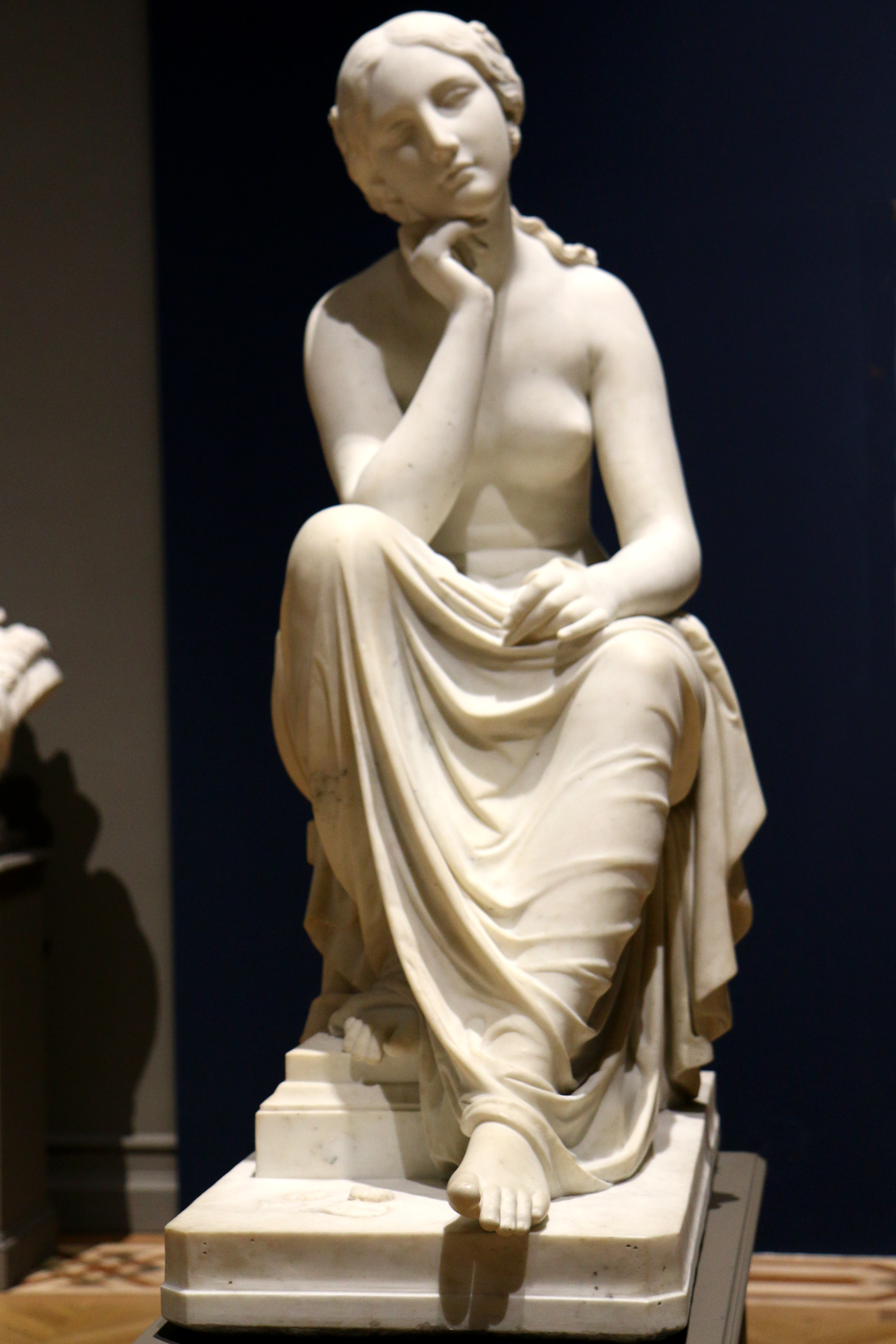
«Грезы» (1850), Музей изящных искусств Марселя.
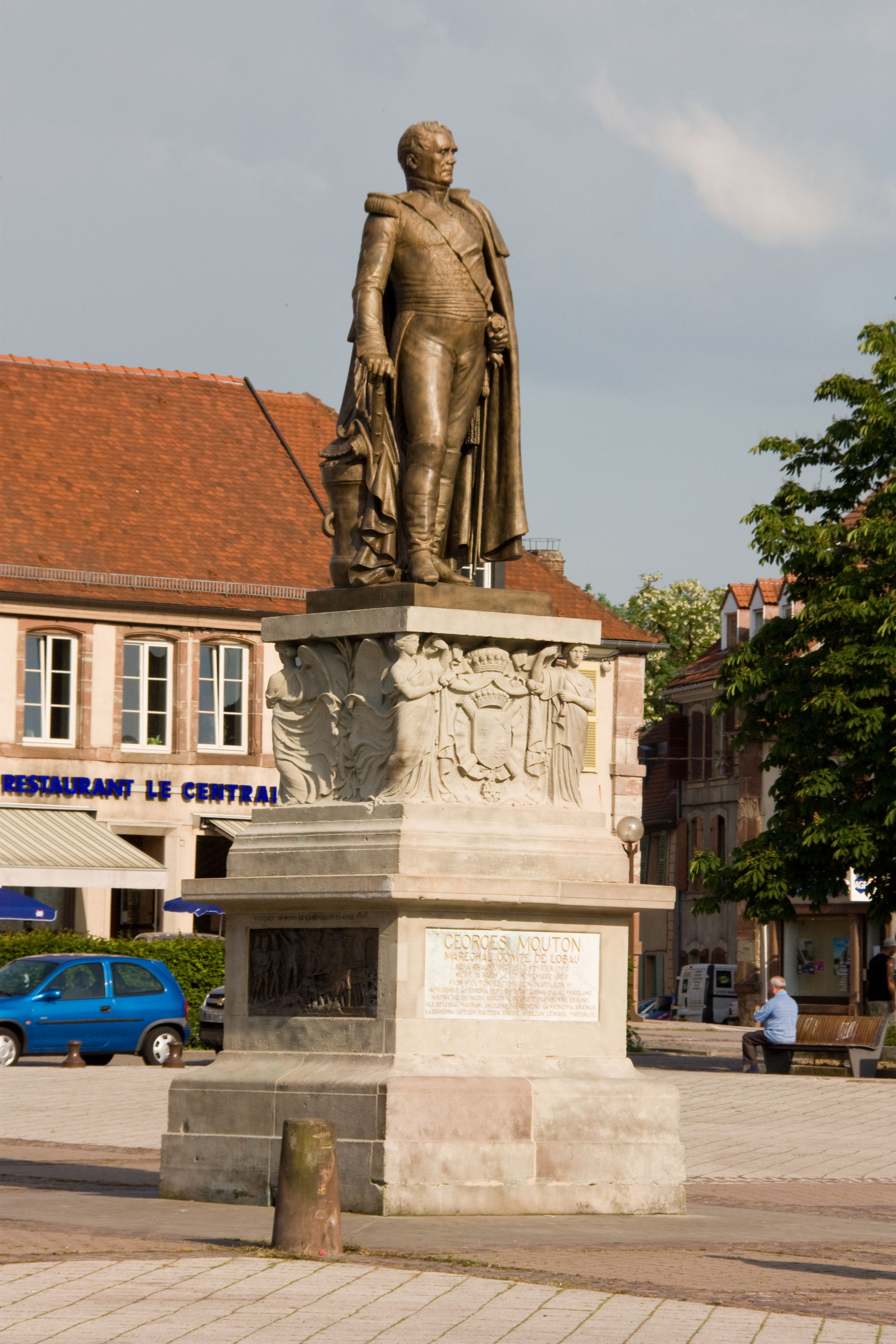
Памятник маршалу Франции Жоржу Мутону, графу Лобау (1859), Фальсбур.
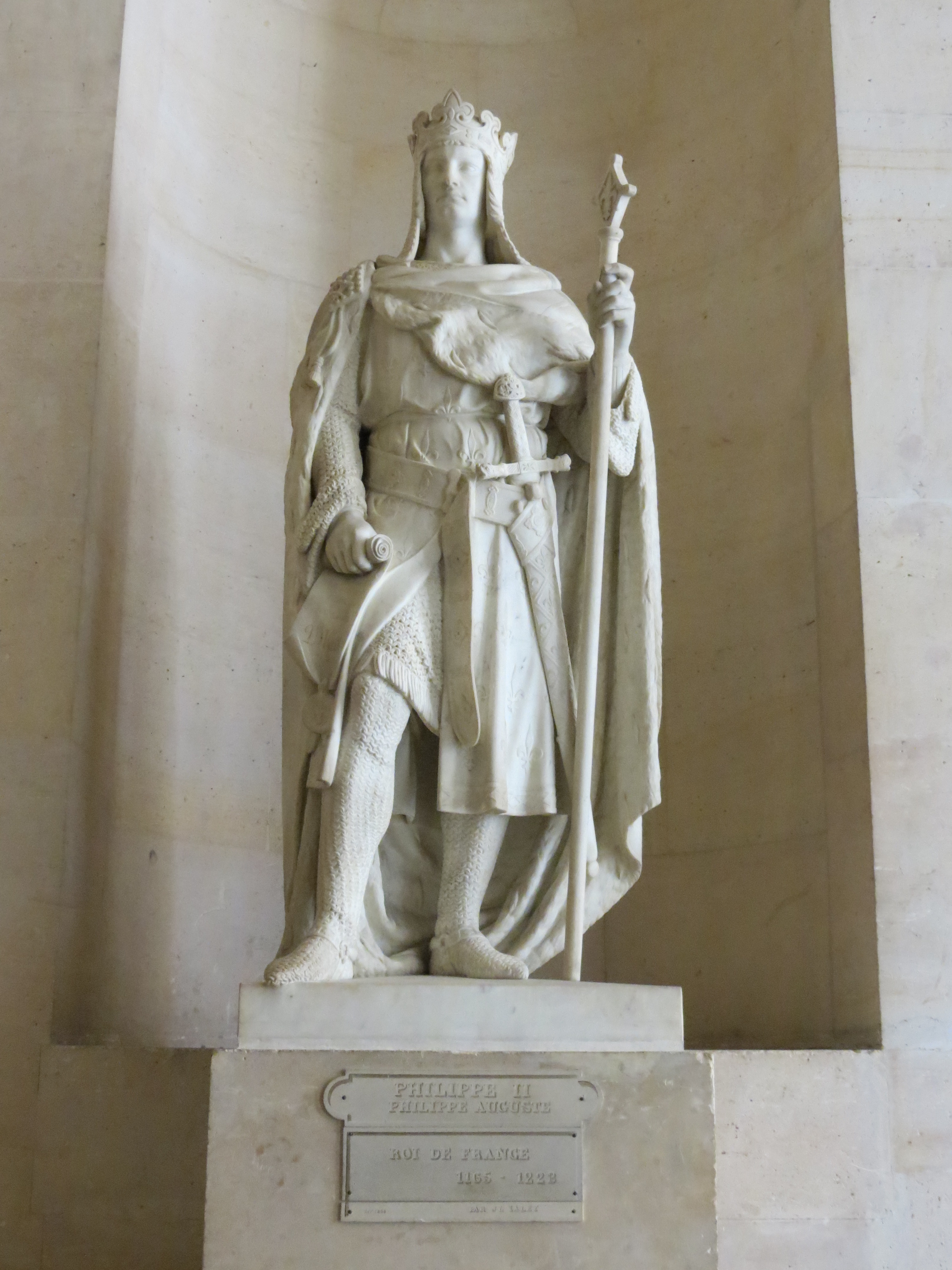
Король Франции Филипп II Август, Версаль